# Вечерница
 Тази статия е за растението.  За звездата вижте Венера (планета)#В традиционната култура.  
Вечерницата (Hesperis) е род покритосеменно растение от семейство Кръстоцветни (Brassicaceae). Първоначално разпространено в Евразия, днес то се отглежда като градинско цвете по целия свят.

## Класификация
Род Вечерница
- Вид Hesperis anatolica
- Вид Hesperis armena
- Вид Hesperis aspera
- Вид Hesperis balansae
- Вид Hesperis bicuspidata
- Вид Hesperis bottae
- Вид Hesperis dinarica
- Вид Hesperis kitiana
- Вид Hesperis kotschyana
- Вид Hesperis hyrcana
- Вид Hesperis laciniata
- Вид Hesperis matronalis
- Вид Hesperis pendula
- Вид Hesperis persica
- Вид Hesperis pisidica
- Вид Hesperis podocarpa
- Вид Hesperis rupestris
- Вид Hesperis scabrida
- Вид Hesperis schischkinii
- Вид Hesperis sibirica
- Вид Hesperis trullata
- Вид Hesperis turkmendagensis
- Вид Hesperis varolii